# Charles Babbage

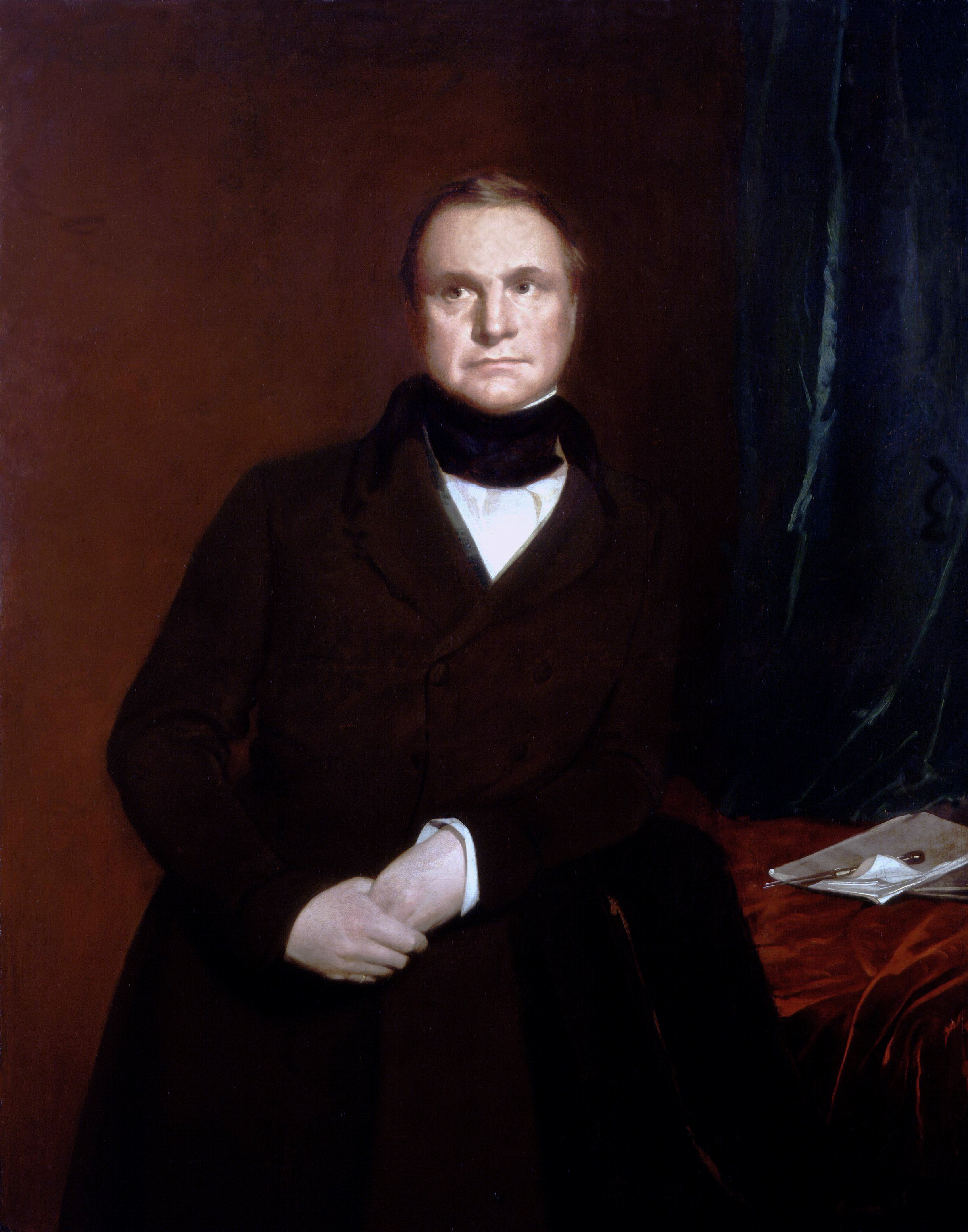
Gemälde von Samuel Laurence (1812–1884) aus dem Jahr 1845

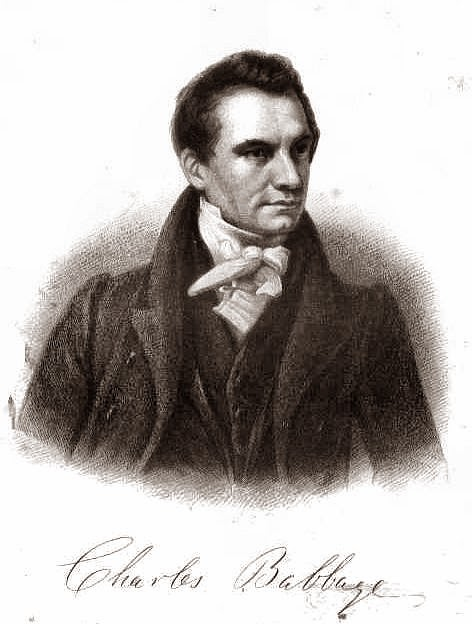
Stich von Charles Babbage am 1. Mai 1833 im Mechanics’ Magazine

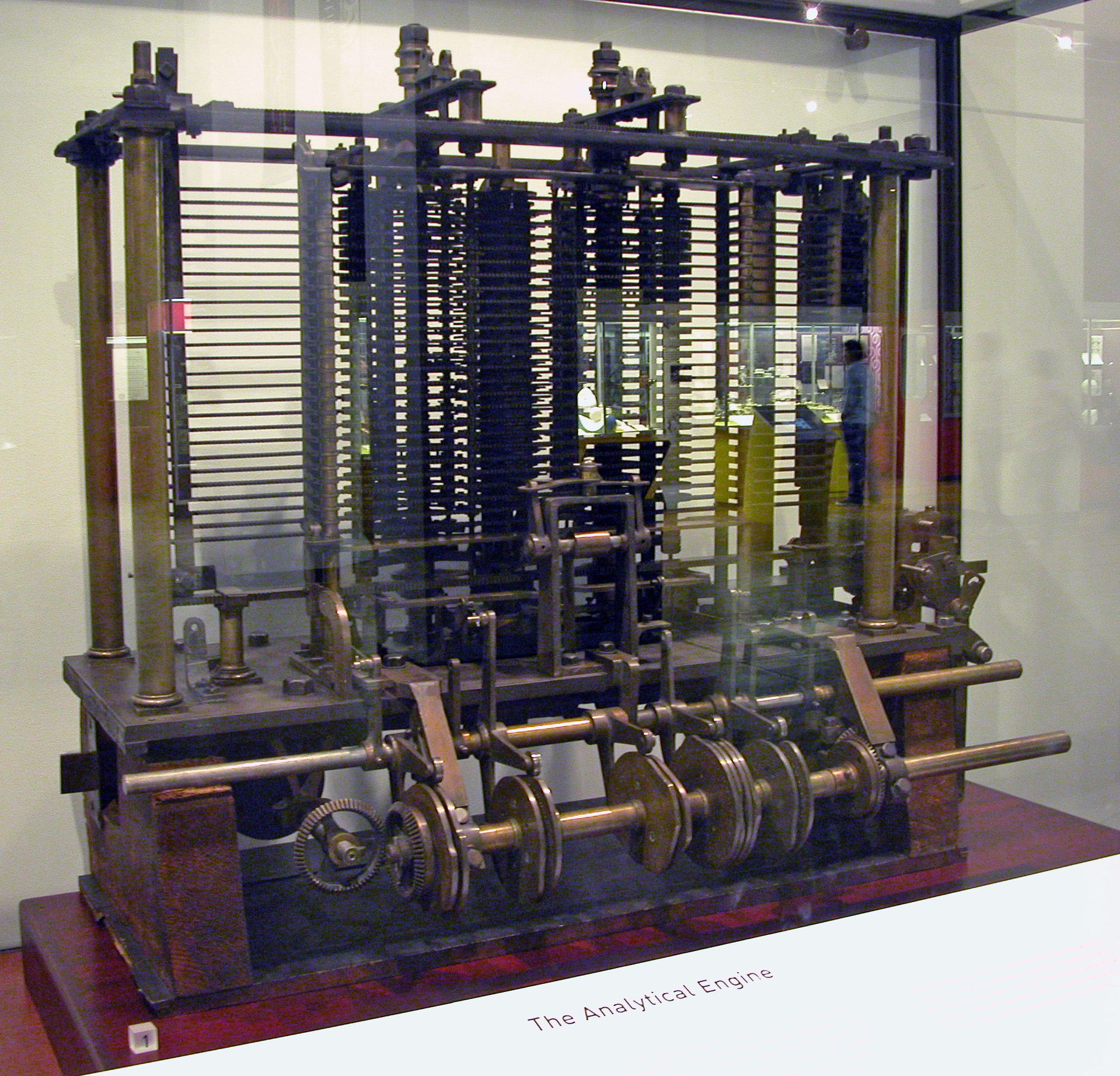
Modellnachbau der Analytical Engine

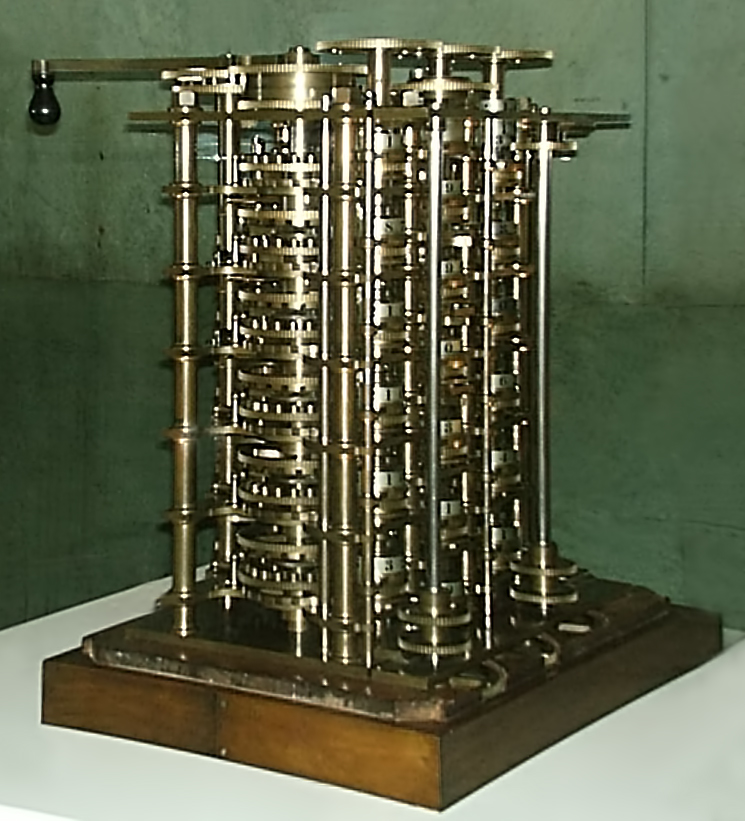
Differenzmaschine Nr. 1 von Charles Babbage von 1832 im Science Museum London

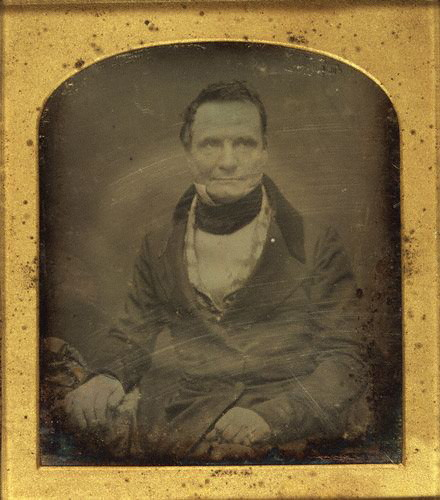
Charles Babbage, Daguerreotypie von Antoine Claudet, zwischen 1847 und 1851

Charles Babbage (* 26. Dezember 1791 in Walworth, Grafschaft Surrey, England; † 18. Oktober 1871 in London) war ein englischer Mathematiker, Philosoph, Erfinder und Politischer Ökonom. Er ist vor allem für die von ihm entwickelte mechanischen Rechenmaschinen
Difference Engine und Analytical Engine bekannt.

## Leben und Wirken
Babbage war das erste der vier Kinder von Benjamin Babbage (1753–1827) und dessen Frau Elizabeth Plumleigh Teape (1759–1844).
Am 21. April 1810 wurde Babbage am Trinity College in Cambridge zugelassen, wo er sich im gleichen Jahr immatrikulierte.
Am 7. April 1812 wechselte er zum Peterhouse. 1814 erwarb er dort den Grad eines Baccalaureus artium (B. A.) und 1817 den eines Magister artium (M. A.).
Am 7. Mai 1812 gründeten Babbage und seine Mitstudenten Edward Bromhead, John Herschel, George Peacock und Michael Slegg (1791–1889), Richard Gwatkin (1791–1870?), John Whittaker (1790–1854) und Henry Wilkinson (1791/92–1838) die Analytical Society mit dem Ziel die „analytische Mathematik“ gegenüber der an der Universität gelehrten „synthetischen Mathematik“ zu fördern. Dies betraf insbesondere das von Gottfried Wilhelm Leibniz entwickelte Differentialkalkül gegenüber der Fluenten-Fluxionen-Methode von Isaac Newton, die das Mathematikstudium beherrschte.
Am 2. Juli 1814 heiratete Babbage in der St Michael’s Church von Teignmouth Georgiana Whitmore (1792–1827), eine Schwester von William Wolryche-Whitmore (1787–1858). Mit ihr hatte er acht Kinder, darunter Benjamin Herschel Babbage (1815–1878) und Henry Prevost Babbage (1824–1918).
Ab Februar 1815 hielt Babbage eine Vorlesungsreihe über Astronomie an der Royal Institution. Am 12. Januar 1820 gehörte Babbage zu den 14 Gründungsmitgliedern der Astronomical Society of London, deren Sekretär er von 1820 bis 1824 und Auslandssekretär von 1827 bis 1829 war.
Bis 1822 hatte Babbage ein funktionierendes Modell einer Rechenmaschine (zur Erstellung fehlerfreier Zahlentafeln) fertiggestellt. Mit Unterstützung der britischen Regierung begann 1823 die Arbeit an der difference engine no. 1. Im selben Jahr wurde ein erstes Modul der difference engine aus etwa 2.000 von insgesamt projektierten 25.000 Teilen durch den Feinmechaniker Joseph Clement fertiggestellt.
1826 veröffentlichte Babbage mit A comparative view of the various institutions for the assurance of lives eine Schrift, in der er das Geschäft mit Lebensversicherungen mit Hilfe von Sterbetabellen auf eine statistische Grundlage stellte. Er erkannte die Abhängigkeit der Sterblichkeit von der sozialen Klasse und schlug deshalb vor, für die unteren Schichten andere Sterbetafeln als für die oberen Schichten zu verwenden.
Nach dem Tod des Vaters, wodurch Babbage zu einem Erbe kam, welches ihm für den Rest seines Lebens ein sicheres Auskommen garantierte, und dem Ableben zweier Söhne und der Ehefrau innerhalb von sieben Monaten, trat er 1827 eine einjährige Europareise durch die Niederlande, Deutschland, Österreich und Italien an. Unter anderem bestieg er dabei den Krater des damals aktiven Vesuvs, traf mehrere Mitglieder der Familie Bonaparte, untersuchte den Serapistempel in Pozzuoli und besuchte Alexander von Humboldt in Berlin. Nach seiner Rückkehr war er bis 1834 politisch aktiv und unterstützte mit mäßigem Erfolg mehrere liberale Lokalpolitiker.
Von 1828 bis 1839 bekleidete Babbage den Lucasischen Lehrstuhl für Mathematik, hielt aber keine Vorlesungen.
Sein Bericht Reflections on the decline of science in England, and on some of its causes von 1830, in denen sich seine Unzufriedenheit mit dem Zustand der Londoner Royal Society widerspiegelte, führte 1831 zur Gründung der British Association for the Advancement of Science.
Für David Brewsters Edinburgh Encyclopaedia (1830) verfasste er die Einträge Notation und Porisms.
Seine 1832 unter dem Titel Economy of machinery and manufactures erschienene Analyse des Fabrikkapitalismus wurde eine wichtige Quelle für Karl Marx, der dieses Buch umfassend rezipierte und zitatenweise in seinem Werk Das Kapital verwendete.  Dieses ist eine Analyse der Technologie und Organisation des Industriekapitalismus seiner Zeit, in der er unter anderem über die Senkung von Lohnkosten durch die Aufspaltung ganzheitlich-zusammenhängender Arbeit in mehrere, insgesamt weniger anspruchsvolle Tätigkeiten schrieb, was heute auch als „Babbage-Prinzip“ bekannt ist. 
Im Jahr 1833 begann er die Arbeit an der analytical engine auf eigene Kosten. 1834 gründete er die Statistical Society of London. 1842 stellte die britische Regierung das Projekt difference engine no.1 endgültig ein, 1846 beendete Babbage die Entwicklung der analytical engine. Ab 1847 arbeitete er an detaillierten Plänen für eine difference engine no.2 (bis etwa 1849), die mit bedeutend weniger Bauteilen als no.1 auskam.
1854 gelang Babbage als Erstem die Entzifferung einer Vigenère-Chiffre, indem er beschrieb, wie man den passenden Schlüssel aus dem chiffrierten Text filtert. Er veröffentlichte sein Verfahren jedoch nie, so dass Wissenschaftler auf seine Erkenntnisse erst nach seinem Tod darauf aufmerksam wurden.

## Ehrungen
Am 14. März 1816 wurde Babbage zum Mitglied („Fellow“) der Royal Society gewählt. Am 24. Januar 1820 wurde er zum Mitglied der Royal Society of Edinburgh. Am 18. November 1823 wählte man Babbage zum Ehrenmitglied der Society of Art for Scotland.
1824 wurde Babbage mit der Goldmedaille der Astronomical Society of London ausgezeichnet.
Am 7. Oktober 1826 wurde Babbage zum korrespondierenden Mitglied der Königlichen Akademie Brüssel gewählt und am 1. Dezember 1845 zum „Associate“ ernannt. 1830 wurde Babbage zum auswärtigen Mitglied der Bayerischen Akademie der Wissenschaften ernannt. Im Dezember 1832 wurde er als auswärtiges korrespondierendes Mitglied in die Russische Akademie der Wissenschaften aufgenommen. 1832 wurde Babbage in die American Academy of Arts and Sciences gewählt.
1831 wurde er als „Ritter“ des Guelphen-Ordens geadelt.
Nach Babbage sind der Asteroid (11341) Babbage und der Mondkrater Babbage benannt. Ihm zu Ehren ist der Charles Babbage Award der IEEE Computer Society benannt.
Nach ihm ist das „Babbage-Prinzip“ benannt, das sich mit der Senkung von Lohnkosten befasst.

## Sonstiges
Babbage beschäftigte sich mit Kryptologie, der Navigation von Unterwasserfahrzeugen und stellte eine Theorie zur Gletscherbildung auf. Zu seinen zahlreichen Erfindungen neben den Rechenmaschinen gehört angeblich auch ein Augenspiegel (Ophthalmoskop), den er unabhängig von Helmholtz entwickelt haben soll, und ein an der Stirnseite von Lokomotiven befestigter Schienenräumer, der „Kuhfänger“. Ebenso erkannte er, dass die Breite des Jahresringes eines Baumes vom Wetter beeinflusst wird und somit Rückschlüsse auf das Klima vergangener Zeiten zulässt.
Er schlug eine Verbesserung von Leuchttürmen vor. Um eine Verwechslung untereinander bzw. mit zufälligen Lichtsignalen zu verhindern, sollte jeder Leuchtturm seine Nummer mittels codierter Lichtsignale anzeigen (z. B. für die Nummer 243: zwei, vier und drei Lichtblitze, jeweils unterbrochen von einer kurzen Pause).
Babbage vermachte sein Gehirn der Wissenschaft. Es ist heute in einem Glas neben dem Nachbau seiner Maschinen im Science Museum in London ausgestellt.

## Rezeption
Babbage entwickelte mit der „Differenzmaschine“ und der „Analytical Engine“ zwei mechanische Rechenmaschinen, von denen er zu Lebzeiten zwar kein funktionstüchtiges Exemplar fertigstellen konnte, deren letztere aber als Vorläufer des modernen Computers gilt. Babbages „Difference Engine“ wurde zu seinen Lebzeiten nie fertig. Erst zwischen 1989 und 1991 wurde im Londoner Science Museum die „Difference Engine No. 2“ funktionsfähig nachgebaut. Später haben auch Bastler diese Maschine mit modernen, präzisen Spielzeugbausätzen wie Lego und Meccano nachgebaut.
Britische Forscher begannen 2011 mit Hilfe von Babbages Entwürfen auch die „Analytical Engine“ in einem auf zehn Jahre berechneten Projekt nachzubauen und damit auf ihre Funktionstüchtigkeit zu prüfen.
1990 veröffentlichten William Gibson und Bruce Sterling den Steampunk-Roman The Difference Engine (Die Differenzmaschine).

## Schriften (Auswahl)
Bücher
- An elementary treatise on the differential and integral calculus. Cambridge 1816 (Digitalisat) – als ein Übersetzer eines Werks von Sylvestre-François Lacroix.
- Examples of the solutions of functional equations. London 1820 (Digitalisat).
- Scriptores optici; or, a collection of tracts relating to optics. London 1823 (Digitalisat) – als Herausgeber, mit Francis Maseres (1731–1824).
- A Comparative View of the Various Institutions for the Assurance of Lives. J. Mawman u. a., London 1826 (Digitalisat).
  - Charles Babbage’s vergleichende Darstellung der verschiedenen Lebens-Assecuranz-Gesellschaften. Weimar 1827 (Digitalisat).
- Table of logarithms of the natural numbers from 1 to 108000. London 1827 (Digitalisat).
  - 2. Auflage, London 1831 (Digitalisat).
  - 3. Auflage, London 1834.
  - 4. Auflage London 1844 (Digitalisat).
  - Neue Ausgabe, London / New York 1915 (Digitalisat).
  - Logarithmen der natürlichen Zahlen 1 bis 108000. London 1834 (Digitalisat) – mit einem Vorwort von Károly Nagy (1909–1942).
- Reflections on the decline of science in England, and on some of its causes. Fellowes, London 1830 (Digitalisat).
- On the economy of machinery and manufactures. London 1832 (Digitalisat).
  - 2., erweiterte Auflage, London 1832 (Digitalisat).
  - 3., erweiterte Auflage, London 1832 (Digitalisat).
  - 4. Auflage, London 1835 (Digitalisat).
    - Neuausgabe: London 1841 (Digitalisat).
    - Neuausgabe: London 1846 (Digitalisat).

  - Ueber Maschinen- und Fabrikenwesen. Stuhr, Berlin 1833 (Digitalisat).
  - Die Ökonomie der Maschine. Erweiterte und redigierte Fassung auf Grundlage der Übersetzung von G. Friedenberg aus dem Jahr 1833. Kulturverlag Kadmos, Berlin 1999, ISBN 3-931659-11-9.
- A Word to the Wise. R. Clay, London 1833 (Digitalisat).
- The ninth Bridgewater treatise. A fragment. John Murray, London 1837 (Digitalisat, Digitalisat).
  - 2. Auflage, John Murray, London 1838 (Digitalisat).
- Thoughts on the principles of taxation with reference to a property tax and its exceptions. London 1848 (Digitalisat).
  - 2. Auflage, London 1851 (Digitalisat).
  - 3. Auflage, London 1852.
- The exposition of 1851; or, views of the industry, science, and government of England. John Murray, London 1851 (Digitalisat).
- Notes respecting lighthouses. [1851] (Digitalisat).
- Passages from the Life of a Philosopher. Longman, Green, Longman, Roberts & Green, London 1864 (Digitalisat) – Autobiografie.
  - deutsche Ausgabe: Passagen aus einem Philosophenleben. Kulturverlag Kadmos, Berlin 1997, ISBN 3-931659-07-0.

Zeitschriftenbeiträge
- On continued products. In: Memoirs of the Analytical Society 1813. Cambridge 1813, S. 1–31 (Digitalisat).
- An essay towards the calculus of functions. In: Philosophical Transactions. Band 105, 1815, S. 389–423 (doi:10.1098/rstl.1815.0024, JSTOR:107377).
- An essay towards the calculus of functions. Part II. In: Philosophical Transactions. Band 106, 1816, S. 179–256 (doi:10.1098/rstl.1816.0012, JSTOR:107524).
- Demonstrations of some of Dr. Matthew Stewart’s general theorems; to which is added, an account of some new properties of the circle. In: The Journal of science and the arts. Band 1, 1816, S. 6–24 (Digitalisat).
- Observations on the analogy which subsists between the calculus of functions and other branches of analysis. In: Philosophical Transactions. Band 101, 1817, S. 197–216 (doi:10.1098/rstl.1817.0015, JSTOR:107581).
- Solutions of some problems by means of the calculus of functions. In: The Journal of science and the arts. Band 2, 1817, S. 371–379 (Digitalisat).
- An account of Euler’s method of solving a problem, relative to the move of the knight at the game of chess. In: The Journal of science and the arts. Band 3, 1817, S. 72–77 (Digitalisat).
- Note respecting elimination. In: The Journal of science and the arts. Band 3, 1817, S. 355–357 (Digitalisat).
- On some new methods of investigating the sums of several classes of infinite series. In: Philosophical Transactions. Band 109, 1819, S. 249–282 (doi:10.1098/rstl.1819.0020, JSTOR:107505).
- Demonstration of a theorem relating to prime numbers. In: The Edinburgh philosophical journal. Band 1, 1819, S. 46–49 (Digitalisat).
- An examination of some questions connected with games of chance. In: Transactions of the Royal Society of Edinburgh. Band 9, 1821, S. 153–177 (Digitalisat, Separatdruck).
- Observations on the notation employed in the calculus of functions. In: Transactions of the Cambridge Philosophical Society. Band 1, 1822, S. 63–76 (Digitalisat).
- Observations on the application of machinery to the computation of mathematical tables. In: Memoirs of the Astronomical Society of London. Band 1, S. 311–314, London 1822 (Digitalisat, doi:10.1080/14786442508628423).
  - On the application of machinery to the computation of astronomical and mathematical tables. Richard Taylor, London 1824 (Digitalisat).
- Barometrical observations made at the Fall of the Staubbach. In: The Edinburgh philosophical journal. Band 6, 1822, S. 224–227 (Digitalisat) – J. F. W. Herschel.
- On the application of analysis to the discovery of local theorems and porisms.In: Transactions of The Royal Society of Edinburgh. Band 9, Nr. 2, 1823, S. 337–352 (Digitalisat, doi:10.1017/S0080456800030945).
- Observations on the measurement of heights by the barometer. In: The Edinburgh journal of science. Band 1, 1824, S. 85–87 (Digitalisat).
- Account of the repetition of M. Arago’s experiments on the magnetism manifested by various substances during the act of rotation. In: Philosophical Transactions. Band 115, 1825, S. 467–496 (doi:10.1098/rstl.1825.0023, JSTOR:107753).
- On a new zenith micrometer. In: Memoirs of the Astronomical Society. Band 2, 1826, S. 101–103 (Digitalisat).
- On electrical and magnetic rotations. In: Philosophical Transactions. Band 116, 1826, S. 494–528 (doi:10.1098/rstl.1826.0034, JSTOR:107825).
- On the influence of signs in mathematical reasoning. In: Transactions of the Cambridge Philosophical Society. Band 2, 1827, S. 325–377 (Digitalisat, Preprint).
- [Questions.] In: New Series of The Mathematical Repository. Band 5, 1830:
  - Question 427. S. 63–64 (Digitalisat).
  - Question 428. S. 66–67 (Digitalisat).
  - Question 429. S. 71–72 (Digitalisat).
  - Prize question 470. S. 178–180. (Digitalisat).
- On the proportionate number of births of the two sexes under different circumstances. In: The Edinburgh journal of science. Neue Folge, Band 1, 1829, S. 85–104 (Digitalisat).
- Sur l’emploi plus ou moins frequent des memes lettres dans les differentes langues. In: Correspondance mathematique et physique. Band 7, 1831, S. 135–137 (Digitalisat).
- Observations on the Temple of Serapis, at Pozzuoli, near Naples, with remarks on certain causes which may produce Geological Cycles of great extent. In: The Quarterly journal of the Geological Society of London. Band 3, 1847, S. 186–217 (Digitalisat, doi:10.1144/GSL.JGS.1847.003.01-02.22).
- [Description of the Boracic Acid Works of Tuscany]. In: Handbook for travellers in Central Italy. John Murray and Son, London, 1843, S. 178–179 (Digitalisat).
- Note respecting the pink projections from the sun’s disc observed during the total solar eclipse observed in 1851. In: Monthly Notices of the Royal Astronomical Society. Band 12, Nr. 8, 1852, S. 209–210 (Digitalisat, doi:10.1093/mnras/12.8.209a).
- On the statistics of lighthouses. In: Compte rendu des travaux du congrès général de statistique, réuni à Bruxelles les 19, 20, 21, et 22 Septembre 1853. Brüssel 1853, S. 230–237 (Digitalisat).
  - On the statistics of lighthouses. In: The Mechanics’ Magazine. Band 60, London 1854, S. 583–585 (Digitalisat).
- Mr. Thwaites’s Cypher. – Erwiderung auf John Hall Brock Thwaites (Vigenère-Chiffre):
  - In: Journal of the Society of Arts. Band 2, Nr. 93, 1854, S. 707–708 (Digitalisat).
  - In: Journal of the Society of Arts. Band 2, Nr. 98, 1854, S. 776–777 (Digitalisat).
- [Submarine navigation]. In: The illustrated London news. Band 26, 23. Juni 1855, S. 623–624 (Digitalisat).
- Cypher writing. In: Journal of the Society of Arts. Band 4, Nr. 159, 1855, S. 40–41 (Digitalisat, JSTOR:41334443).
- Analysis of the statistics of the Clearing House during the year 1839. In: Journal of the Statistical Society of London. Band 19, Nr. 1, 1856, S. 28–48 (doi:10.2307/2338172, JSTOR:2338172).
- On the action of ocean currents in the formation of the strata of the earth. In: Quarterly Journal of the Geological Society. Band 12, 1856, S. 366–368 (Digitalisat, doi:10.1144/GSL.JGS.1856.012.01-02.46).
- Table of the relative frequency of occurrence of the causes of breaking of plate glass windows. In: The Mechanics’ Magazine. Band 66, 1857, S. 82 (Digitalisat).
- On tables of the constants of nature and art. In: Annual Report of the Board of Regents of the Smithsonian Institution […] for the year 1856. Washington 1857, S. 289–302 (Digitalisat).
- Observations on the discovery in various localities of the remains of human art mixed with the bones of extinct races of animals. In: Proceedings of the Royal Society. Band 10, 1860, S. 59–72 (doi:10.1098/rspl.1859.0020, JSTOR:111607).
- [Contributions to the discussions at the Fourth International Statistical Congress.] In: Report of the proceedings of the fourth session of the International statistical congress, held in London July 16th, 1860, and the five following days. London 1861, S. 380, 381, 383, 394 (Digitalisat).
- [Letter to Dr Farr on the origin of the International Statistical Congresses.] In: Report of the proceedings of the fourth session of the International statistical congress, held in London July 16th, 1860, and the five following days. London 1861, S. 505–507 (Digitalisat).

Sonstige
- Preface. In: Memoirs of the Analytical Society 1813. Cambridge 1813, S. I–XXII (Digitalisat).
- Notation. In: David Brewster (Hrsg.): The Edinburgh Encyclopaedia. Band 15, 1830, S. 394–399 (Digitalisat).
- Porisms In: David Brewster (Hrsg.): The Edinburgh Encyclopaedia. Band 17, 1830, S. 106–114 (Digitalisat).
- Diving-bell. In: Encyclopeadia Metropolitana. Band 18, 1845, S. 157–167 (Digitalisat).
- Paper on the principles of tools for turning and planing metals. In: Charles Holtzapffel: Turning and mechanical manipulation. Band 2, London 1847, S. 984–991 (Digitalisat).

Sammelwerke
- Henry Babbage (Hrsg.): Babbage’s calculating engines. Being a collection of papers relating to them, their history, and construction. E. and F. N. Spon, London 1889.
  - Cambridge University Press, Cambridge 2010, ISBN 978-1-108-00096-3.
- Philip Morrison, Emily Morrison (Hrsg.): Charles Babbage and his calculating engines. Selected writings by Charles Babbage and others. Dover Publications, New York NY 1961.